# Arthur Stoclet
Pour les articles homonymes, voir Stoclet.
Arthur-Ghislain Stoclet est un ingénieur des ponts et chaussées qui imagina au début du XXe siècle le Grand Boulevard.

## Biographie

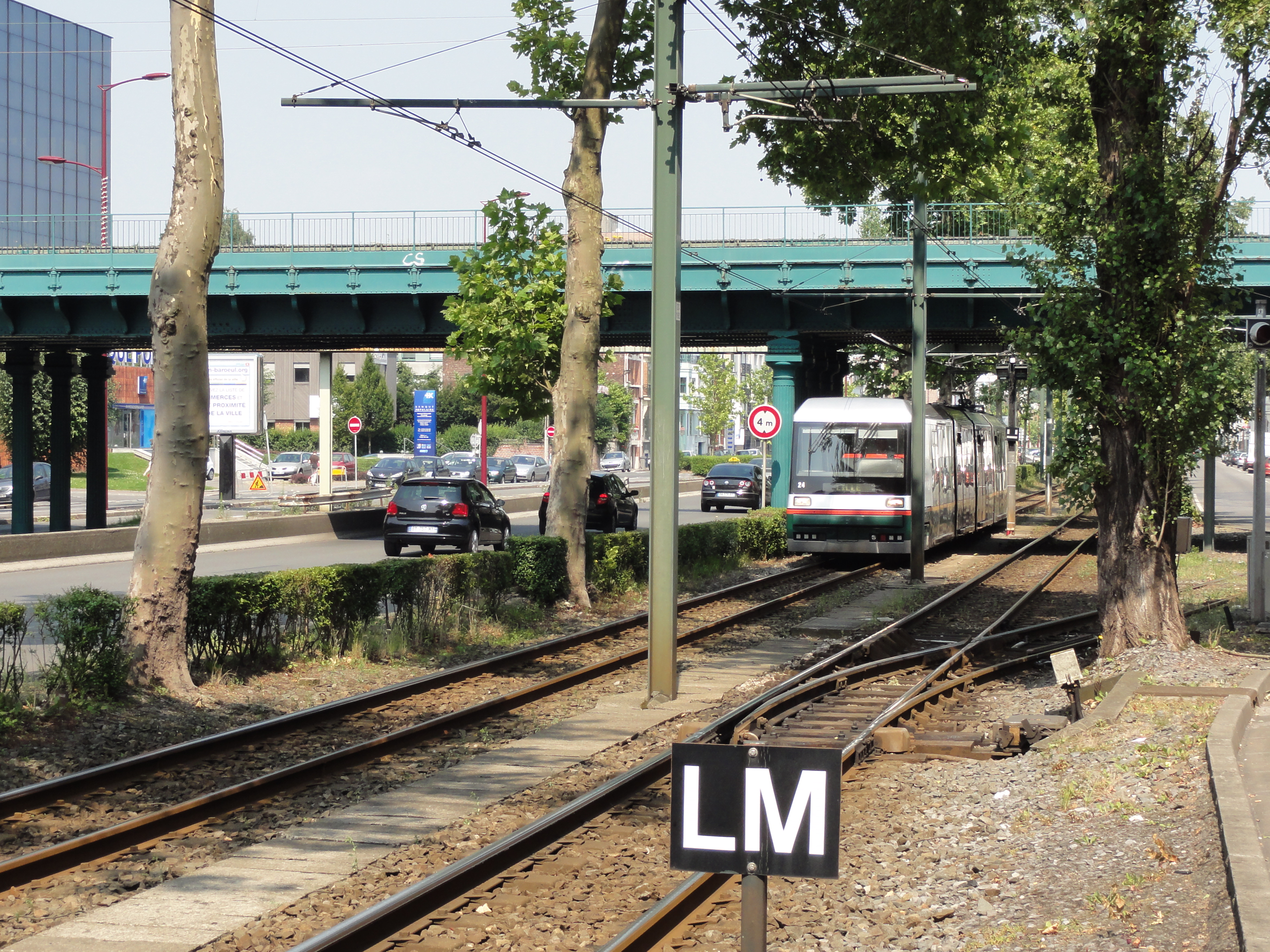
Arthur Stoclet est l'ingénieur qui a mis en place le pont de la voie ferrée au-dessus du Grand Boulevard.

Arthur-Ghislain Stoclet est né le 15 décembre 1856 à Sassegnies dans le Nord.
Diplômé de l'École polytechnique (X1875) et Ingénieur des ponts et chaussées (Corps des ponts et chaussées 1877), il enseigne un cours de mécanique appliquée, de chemin de fer et de constructions industrielles à l'Institut industriel du Nord à partir de 1883, il en est directeur des études de 1886 à 1898. 
Il collabore avec Alfred Mongy aux grands travaux d'aménagement de Lille. Il meurt à Pléneuf-Val-André le 25 janvier 1943.